# Молодість (повість)
«Молодість» (англ. Youth) — автобіографічна повість Джозефа Конрада. Вперше опублікована на сторінках журналу «Блеквуд Мегазін» 1898 року.

## Підґрунтя
Повість несе автобіографічний характер. В його основу ліг власний досвід письменника. 19 вересня 1881 року Конрад став другим помічником капітана на борту старого судна під назвою «Палестина», яке мало доставити вугілля до Бангкока. 21 вересня судно вирушило у плавання, але цілком неочікувано в них врізався пароплав. Плавання довелося відкласти на три тижні. 29 листопада команда знову вирушила у свою далеку мандрівку, але, потрапивши у шторм, судно зазнало суттєвих пошкоджень та могло триматися на поверхні лише за допомогою постійного помпування. Ремонт цього разу тривав аж дев'ять місяців. 7 вересня 1882 року «Палестина» зрештою попливла на Схід, проте 11 березня 1883 року поблизу острова Суматра вантаж раптово загорівся і команді довелося рятуватися з судна човнами. Провівши цілий місяць в Сінгапурі, Конрадові таки вдалося сісти на борт іспанського пароплава, який довіз його до Європи. Добутися Лондона йому вдалося аж наприкінці 1883 року.
У своїй повісті Конрад змінив назву корабля на «Юдею». Ім'я першого помічника капітана залишив без змін — Магон. А сам капітан Елайджа Біерд став у нього Джоном Біердом.

## Сюжет
За столом із червоного дерева Марлоу розповідає друзям по морю про своє перше плавання у східні моря, яке він здійснив 22 роки тому, будучи двадцятирічним парубком. Це було його перше плавання на Схід та перше плавання на посаді другого помічника капітана на кораблі під назвою «Юдея». Капітаном же судна був шістдесятилітній містер Біерд для якого то була перша подорож на цій посаді. Саме ж судно було старе та належало «чи то Вільмеру, чи то Вількоксу». Протягом тривалого часу корабель стояв у Шедвельських доках та перебував у поганому стані. Маючи 400 тонн водомісткості, судно мало доставити 600 тонн вугілля до Бангкока. Така мандрівка мала б тривати близько 150 днів.
Покинувши Лондон із баластом з піску, команда мала набрати вугілля в одному північному порту. На своєму шляху, однак, «Юдея» потрапила у шторм, під час якого баласт з піску пересунувся на підвітряний бік. Команда вимушена була спуститися у трюм та намагатися хоч якось вирівняти корабель. Знадобилось аж 16 днів, аби нарешті добутися до того порту (після закінчення шторму буксирне судно дотягло їх туди). Черга на завантаження минула, тому довелось чекати на вугілля аж цілий місяць. Зрештою їх завантажили, однак день перед від'їздом трапилася нова халепа — у них врізався пароплав з жіночою назвою «Міранда» чи-то «Меліса». Довелось знову ремонтувати судно. Зрештою знову вирушити до Бангкока їм вдалось аж через три місяці, як вони покинули Лондон.
«Юдея» пливла Північним морем та пропливла Ла-Манш. Триста миль на захід від Лізарда піднявся шторм, який мало-помалу почав виривати нутрощі з корабля: «зникли фальшборти, повиривало стійки, розбило вентиляційні труби, розтрощило каютні двері». Вахта за вахтою доводилося помпувати воду. Після закінчення шторму команда проклала свій шлях до Фалмута, де здійснила ремонт судна, яке весь час текло. Попри нові невдалі спроби покинути Фалмут, «Юдею» після шести місяців простою «знову законопатили та просмолили, наново оббили міддю і зробили герметичною мов пляшку». Після перезавантаження судна, всі пацюки втекли, тому команду ніяк не вдавалося сформувати через забобони. Нове плавання до Бангкока розпочалось лише тоді, коли їм прислали нову команду з Ліверпуля.
«Юдея» тяглась зі швидкістю 3 милі на годину. Зрештою біля узбережжя Західної Австралії вантаж почав горіти. Команда намагалася задушити займання нестачею повітря, а потім й водою. За 190 миль до Яванської Голови корабель вибухнув — палубу висадило в повітря. «Юдею» помітив пароплав під назвою «Сомервіль», який взяв їх на буксир до Анжена. Однак на буксирі вони пливли дуже швидко і це лиш роздмухало вогонь. Капітан пароплава запропонував підкинути їх на борту свого судна до Сінгапура. Але капітан Біерд відмовилися, аргументуючи тим, що команда мала обов'язок побачити загибель власного корабля. Серед інших повинностей були порятунок якнайбільше корабельного майна, яке можна було б показати страховим агентам. Завантаживши на човни все, що тільки можна, команда здійснила свою останню трапезу на кораблі та на трьох човнах зрештою добралась до порту о. Ява, де домовилась про повернення до Англії на борту пароплава «Піднебесний».

## Аналіз
На перший погляд назва повісті — «Молодість» — стосується двадцятирічного Марлоу, який здійснює перше плавання на Схід. Однак, справжнім уособлення молодості насправді є 60-літній капітан Бірд, для якого то було перше плавання на цій посаді. «На тому старечому обличчі світилися сині очі, які видавались напрочуд хлопчачими й мали той щирий вираз, що його деякі звичайнісінькі люди зберігають аж до кінця своїх днів завдяки рідкісному внутрішньому дарові простоти серця і прямоти душі».